# Саудівська військова промислова компанія
Саудівська військова промислова компанія (SAMI) (араб. الشركة السعودية للصناعات العسكرية, англ. Saudi Arabian Military Industries company) — саудівська державна військово-промислова компанія зі штаб-квартирою в Ер-Ріяді.

## Історія
У травні 2017 з метою розвитку власного військово-промислового комплексу з локалізацією промисловості в королівстві, з ініціативи принца та міністра оборони Саудівської Аравії Мухаммед бен Салмана, у формі злиття Генеральної корпорації військової промисловості та інших компаній, було створено державну «Саудівську військову промислову компанію (SAMI) власником якої став Фонд державних інвестицій Саудівської Аравії. Компанія цього ж року підписала меморандуми про стратегічне співробітництво з оборони з Boeing, Lockheed Martin, Raytheon та General Dynamics. Цього ж року SAMI підписав меморандум про стратегічне співробітництво з російською компанією «Рособоронекспорт» для виробництва військової техніки в Саудівській Аравії. Угода передбачає передачу технології для місцевого виробництва С-400, системи Корнет-ЕМ, ТОС-1А, АГС-30 та автомата Калашнікова АК-103.
У 2018, напередодні запуску Національної програми промислового розвитку та логістики, SAMI підписала угоду про створення двох нових спільних підприємств із французькою Thales та бельгійською CMI Defense. Сфера діяльності спільного підприємства, підписаного з Thales, включає радари ППО ближнього радіуса дії і протиракет, Р2, ракети багатоцільового призначення, підривники для керованих бомб і радіозв'язку для радіозв'язку. Цього ж року SAMI та іспанська Navantia оголосили про створення спільного підприємства «SAMI Navantia Naval Industries» з будівництва бойових кораблів.
У 2019 придбала саудівську компанію Advanced Electronics, яка спеціалізується на виробництві електроніки. Цього ж року SAMI підписала угоду з американською L3 Technologies про створення спільного підприємства у королівстві в галузі фотоелектричних та інфрачервоних технологій. Цього ж року SAMI та французька Naval Group уклали стратегічну угоду про створення спільного підприємства у галузі військово-морської оборони Саудівської Аравії.